# Pat Barry
Pat Barry, né le 7 juillet 1979 à La Nouvelle-Orléans en Louisiane, est un kick-boxeur et pratiquant américain d'arts martiaux mixtes (MMA). Il a notamment combattu a l'Ultimate Fighting Championship dans la division poids lourds.
Le 28 janvier 2014, il annonce qu'il met en pause sa carrière de MMA pour retourner à son premier amour qui est le kick-boxing, annonce qui se concrétise le 3 février en signant un contrat pour deux combats au sein de l'organisation Glory.

## Palmarès en arts martiaux mixtes
| 15 combats     | 8 victoires | 7 défaites |
| Par KO         | 7           | 4          |
| Par soumission | 0           | 3          |
| Sur décision   | 1           | 0          |

| Résultat | Record | Adversaire          | Méthode                                   | Événement                         | Date             | Round | Temps | Lieu                                    | Notes                                         |
| -------- | ------ | ------------------- | ----------------------------------------- | --------------------------------- | ---------------- | ----- | ----- | --------------------------------------- | --------------------------------------------- |
| Défaite  | 8-7    | Soa Palelei         | KO (coups de poing)                       | UFC Fight Night: Hunt vs. Bigfoot | 7 décembre 2013  | 1     | 2:09  | Brisbane, Australie                     |                                               |
| Défaite  | 8-6    | Shawn Jordan        | TKO (coups de poing)                      | UFC 161: Evans vs. Henderson      | 15 juin 2013     | 1     | 0:59  | Winnipeg, Manitoba, Canada              |                                               |
| Victoire | 8-5    | Shane del Rosario   | KO (coups de poing)                       | The Ultimate Fighter 16 Finale    | 15 décembre 2012 | 2     | 0:26  | Las Vegas, Nevada, États-Unis           | KO de la soirée.                              |
| Défaite  | 7–5    | Lavar Johnson       | TKO (coups de poing)                      | UFC on Fox: Diaz vs. Miller       | 5 mai 2012       | 1     | 4:38  | East Rutherford, New Jersey, États-Unis |                                               |
| Victoire | 7–4    | Christian Morecraft | KO (coups de poing)                       | UFC on FX: Guillard vs. Miller    | 20 janvier 2012  | 1     | 3:38  | Nashville, Tennessee, États-Unis        | Combat de la soirée                           |
| Défaite  | 6–4    | Stefan Struve       | Soumission (clé de bras dans le triangle) | UFC Live: Cruz vs. Johnson        | 1er octobre 2011 | 2     | 3:22  | Washington DC, États-Unis               |                                               |
| Défaite  | 6–3    | Cheick Kongo        | KO (coup de poing)                        | UFC Live: Kongo vs. Barry         | 26 juin 2011     | 1     | 2:39  | Pittsburgh, Pennsylvanie, États-Unis    |                                               |
| Victoire | 6–2    | Joey Beltran        | Décision unanime                          | UFC: Fight For The Troops 2       | 22 janvier 2011  | 3     | 5:00  | Fort Hood, Texas, États-Unis            |                                               |
| Défaite  | 5–2    | Mirko Filipović     | Soumission (étranglement arrière)         | UFC 115: Liddell vs. Franklin     | 12 juin 2010     | 3     | 4:30  | Vancouver, Colombie-Britannique, Canada |                                               |
| Victoire | 5–1    | Antoni Hardonk      | TKO (coups de poing)                      | UFC 104: Machida vs. Shogun       | 24 octobre 2009  | 2     | 2:30  | Los Angeles, Californie, États-Unis     | Combat de la soirée. KO de la soirée.         |
| Défaite  | 4–1    | Tim Hague           | Soumission (Guillotine choke)             | UFC 98: Evans vs. Machida         | 23 mai 2009      | 1     | 1:42  | Las Vegas, Nevada, États-Unis           |                                               |
| Victoire | 4–0    | Dan Evensen         | TKO (Leg kicks)                           | UFC 92: The Ultimate 2008         | 27 décembre 2008 | 1     | 2:36  | Las Vegas, Nevada, États-Unis           | Début à l'UFC.                                |
| Victoire | 3–0    | Simon Diouf         | TKO (coups de pied aux jambes)            | Combat USA: Battle in the Bay 8   | 22 août 2008     | 1     | 1:50  | Green Bay, Wisconsin, États-Unis        | Gagne le Combat USA Heavyweight Championship. |
| Victoire | 2–0    | John George         | KO (coup de pied à la tête)               | Combat USA: Fight Night           | 28 juin 2008     | 1     | 0:49  | Harris, Michigan, États-Unis            |                                               |
| Victoire | 1–0    | Mike Delaney        | TKO (coups de pied aux jambes)            | Combat USA: Battle in the Bay 7   | 30 mai 2008      | 1     | 3:25  | Green Bay, Wisconsin, États-Unis        |                                               |